# Dvorana Gradski vrt
Die Dvorana Gradski vrt ist eine Mehrzweckhalle in der kroatischen Stadt Osijek. Die Hallen des Komplexes werden hauptsächlich für Handballspiele und Basketballspiele genutzt. Der Komplex besteht aus sieben Hallen. Zwei dieser Hallen besitzen Zuschauerränge; die Kapazität dieser beiden Hallen beträgt 3.538 bzw. 1.448 Zuschauer. Zwei kleinere Hallen dienen dem Kampfsporttraining. Der Komplex beherbergt die größte Leichtathletikhalle Kroatiens und umfasst insgesamt 18.590 m².
Die Dvorana Gradski vrt war einer der Austragungsorte der Handball-Weltmeisterschaft der Herren 2009.
Außer für Sportveranstaltungen wird der Komplex auch für Großveranstaltungen (Unterhaltung, Kultur und Medien) genutzt.
Die Grundsteinlegung für diese eigens für die Handball-WM 2009 gebaute Halle war der 11. Oktober 2006. Die Architekten waren Gordana Domić und Boris Koružnjak. Die Baukosten betrugen 30 Millionen Euro. Am 28. Dezember 2008 wurde der Komplex offiziell eröffnet.